# Distylodon comptum
Distylodon comptum är en orkidéart som beskrevs av Victor Samuel Summerhayes. Distylodon comptum ingår i släktet Distylodon och familjen orkidéer. Inga underarter finns listade i Catalogue of Life.